# William Wood (Leichtathlet)
William Wood (William Henry Wood; * 6. Februar 1881 in Plymouth, England; † 13. Januar 1940 in London, Ontario) war ein kanadischer Marathonläufer britischer Herkunft.
1908 wurde er Fünfter beim Boston-Marathon und qualifizierte sich beim kanadischen Ausscheidungsrennen in Toronto (ca. 40 km) mit einem zweiten Platz in 2:40:59 h für die Olympischen Spiele in London, wo er in 3:01:44 h Fünfter wurde.